# 시원 (대장화)
시원(始元, 911년 ~ 914년)은 대장화(大長和) 숙문제(肅文帝) 정인민(鄭仁旻)의 두번째 연호이다.

## 연대 대조표
| 시원       | 원년       | 2년        | 3년        | 4년        |
| 서기(西紀) | 911년      | 912년      | 913년      | 914년      |
| 간지(干支) | 신미(辛未) | 임신(壬申) | 계유(癸酉) | 갑술(甲戌) |

## 동시대 연호
| 이전 연호 효치(孝治) | 중국의 연호 대장화(大長和) | 다음 연호 천서경성(天瑞景星) |